# 4353 Onizaki
4353 Onizaki (1989 WK1) là một tiểu hành tinh vành đai chính được phát hiện ngày 25 tháng 11 năm 1989 bởi Yoshikane Mizuno và Toshimasa Furuta ở Kani.